# 7242 Окюдо
7242 Окюдо (7242 Okyudo) — астероїд головного поясу, відкритий 11 листопада 1990 року.
Тіссеранів параметр щодо Юпітера — 3,674.
Названо на честь Окюдо (яп. おきゅうど(尾久土) окю:до)